# Valentin Inzko
Valentin Inzko (Klagenfurt, 22. svibnja 1949.), austrijski političar slovenskog podrijetla. Od 1. ožujka 2009. do 1. kolovoza 2021. bio je Visoki predstavnik za Bosnu i Hercegovinu.
Rodio se u slovenskoj obitelji u Celovcu. Njegov otac Valentin Inzko stariji bio je poznati kulturni i politički predstavnik slovenske manjine u austrijskoj Koruškoj. Završio je slovensko-njemačku dvojezičnu osnovnu školu u Svečama (Suetschach) u općini Bistrica v Rožu (Feistritz im Rosental) u Koruškoj. Gimnaziju na slovenskom završio je 1967. godine u Celovcu, a od tad do 1972. studira pravo i filologiju na Sveučilištu u Grazu. Iste godine promovira svoj doktorat, a do 1974. pohađa Diplomatsku akademiju u Beču. 
Godine 1974. počeo je raditi u austrijskom ministarstvu vanjskih poslova.
Od 1974. do 1978. biva šefom ureda UNDP u Ulaan Baataru u Mongoliji i u Šri Lanku, u okviru austrijske misije pri Ujedinjenim narodima. Radio u Minstarstvu vanjskih poslova Austrije za srednju, istočnu i i južnu Evropu. Od 1982. do 1986. je kulturni ataše Austrije za Jugoslaviju u Beogradu. 1992. godine bio je vođa misije OSCE za Sandžak. Od 1990. do 1996. je savjetnik za kulturu u austrijskom veleposlanstvu u Pragu. 
Prvi je veleposlanik Austrije u Bosni i Hercegovini u vremenu od 1996. do 1999. Nakon toga radi ponovo u austrijskom ministarstvu vanjskih poslova, sve do 2005., od kada je veleposlanik Austrije u Sloveniji. Govori slovenski, ruski, bošnjački, hrvatski i srpski jezik. 
| Prethodnik:                   | Visoki predstavnik za Bosnu i Hercegovinu 2009. – 2021. | Nasljednik:               |
| Miroslav Lajčák 2007. – 2009. | Visoki predstavnik za Bosnu i Hercegovinu 2009. – 2021. | Christian Schmidt 2021. – |